# Джером Ротенберг
Джером Ротенберг (англ. Jerome Rothenberg, 1931—2024) — американський поет та перекладач.

## Життєпис
Джером Ротенберг народився 11 грудня 1931 року. Він закінчив Нью-Йоркський коледж 1952 року, та здобув ступінь магістра з літератури 1953 року в Університеті Мічигану. Після дворічної служби в армії, з 1955 по 1959 роки він працював в Колумбійському університеті.
Починаючи з кінця 1950-х років Ротенберг працював перекладачем. 1960 року вийшла його перша книжка White Sun, Black Sun. Він працював в Нью-Йорку до 1972 року, потім переїхав до резервації племені сенека, а 1974 року став викладати в Університеті Каліфорнії в Сан-Дієго. Серед авторів, чиї твори перекладав Ротенберг — Пабло Пікассо, Вітезслав Незвал; він також був добре знайомий з культурою корінного населення Америки, цікавився дадаїзмом, японською та єврейською літературою. 1968 року вийшла його збірка Technicians of the Sacred, яка містила зразки африканської, американської, азійської та океанійської поезії.
Серед відзнак Ротенберга — грант Гуггенгайма та стипендія Національного фонду мистецтв, декілька нагород «ПЕН-клубу», відзнака за життєві досягнення Публічної бібліотеки Сан-Дієго.
Ротенберг вмер 21 квітня 2024 року в себе вдома в Енсінітасі, штат Каліфорнія.